# 白腹拟䳍
白腹拟䳍（学名：Nothura boraquira），是䳍形目䳍科的一种鸟类。

## 特征
白腹拟䳍体重约283克，翼长约133.2毫米，嘴峰长约21.5毫米，喙宽度约5.7毫米，喙厚度约4.7毫米，跗蹠长约31.1毫米，尾长约47.2毫米。白腹拟䳍在其分布区内为留鸟，其栖息在半开放的灌木丛中，食性为草食性。

## 分布
巴西东北部至玻利维亚东部和巴拉圭东北部。